# Hành khúc Mollwitz

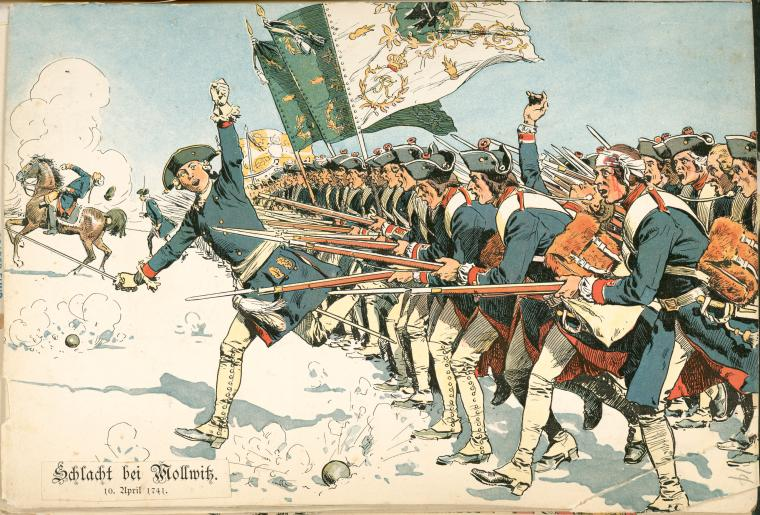
Trận Mollwitzz - nguồn cảm hứng choFriedrich II sáng tác bản hành khúc cùng tên.

Hành khúc Mollwitz (tiếng Đức: Mollwitzer-Marsch) là một bản hành khúc quân sự được vua Phổ Friedrich II sáng tác trong doanh trại quân đội Phổ. Nó được sáng tác chỉ mười ngày sau chiến thắng của người Phổ trước quân đội Áo trong trận Mollwitz (1741) - trận đánh lớn đầu tiên trong chiến tranh Schlesien lần thứ nhất.. Bản hành khúc đã nâng cao tinh thần của quân đội Phổ.